# Marvel Duel
Marvel Duel es un juego de cartas coleccionables desarrollado y publicado por NetEase en colaboración con Marvel Entertainment. Es un juego multijugador disponible tanto para Android como para iOS, en el que los jugadores luchan entre sí usando cartas que representan personajes del Universo Marvel. Al igual que el otro título de Marvel de NetEase Marvel Super War, este juego no es un lanzamiento global y solo está disponible en países seleccionados, y se lanzará en Tailandia, Indonesia, Filipinas y Malasia y luego expandiéndose a Singapur, Taiwán, Hong Kong y Macao. El juego es gratuito con una tienda de juegos que vende paquetes y tarjetas además de varios artículos cosméticos.

## Jugabilidad

### Colección
La mayoría de las cartas del juego representan héroes y villanos de los Marvel Comics, y el resto se divide entre los tipos de cartas "objeto", "táctica" y "evento". Las cartas se dividen por rareza en Común, Rara, Épica e Incomparable, y cada paquete de refuerzo contiene al menos una carta Rara de mayor calidad. Los jugadores obtienen una pequeña cantidad de tarjetas y paquetes de refuerzo de los desafíos diarios, con la opción de comprar más con dos monedas en el juego: una otorgada al jugar y otra disponible a través de compra con dinero real. Los jugadores no pueden intercambiar cartas entre sí; en cambio, después de obtener cuatro copias de una carta, las copias posteriores se convertirán en un tipo de cristales, que en grandes cantidades permiten a los jugadores crear las cartas deseadas directamente.

### Construcción de barajas
Mientras construyen su baraja, los jugadores tienen varias restricciones. Cada baraja debe contener tres arquetipos de superhéroe diferentes además del cuarto arquetipo "Neutral". Para cada arquetipo, solo se pueden agregar dos cartas de costo entre 2 y 6 cada una, para un total de 40 cartas únicas. Los jugadores pueden optar por agregar hasta tres copias adicionales de cada carta, aunque esto no siempre es beneficioso. Además, la baraja del jugador se combina con una baraja "fija" de 18 a 21 cartas (con 4 copias de cada una) que son iguales para cada jugador y no se pueden comprar. Durante el juego, los jugadores también tienen la oportunidad de usar cartas que no están presentes en su mazo o incluso en su colección, ya que varias habilidades y efectos traen cartas aleatorias a su mano o al campo de batalla directamente.

### Multijugador
Para cada juego, el jugador selecciona uno de los superhéroeses para usarlo como su avatar, que están separados de sus cartas y pueden poner en juego acciones de habilidades adicionales. Aunque los héroes tienen un arquetipo restringido (por ejemplo, Iron Man pertenece al arquetipo de Stark Industries), las habilidades disponibles durante el juego están determinadas por su nivel general y no por el superhéroe seleccionado actualmente. Por ejemplo, mientras usa un mazo que consta de los arquetipos Elektra, Doctor Strange y Spider-Man, el jugador que usa Star-Lord como su avatar aún podrá elegir entre las habilidades de Elektra, Doctor Strange y Spider-Man para usar, mientras que el beneficio de usar Star-Lord es aumentar su nivel y eventualmente desbloquear habilidades adicionales.
Cada partida se juega entre seis jugadores (en las partidas de entrenamiento, el jugador se enfrenta a cinco oponentes IA diferentes), que se turnan para enfrentarse uno a uno. Cada turno consta de dos fases: fase de "Preparación" en la que los jugadores juegan y reorganizan sus cartas y una fase posterior de "Batalla". Durante la fase de preparación, cada jugador obtiene una cantidad uniforme de "gemas de batalla" que se pueden gastar en cartas de la Tienda (que no debe confundirse con la Tienda de cartas, la Tienda contiene cartas del mazo actual del jugador). Como cada carta tiene un costo entre 2 y 6, el nivel de la Tienda determina cuántas cartas estarán disponibles a la vez y cuál será su costo más alto: los jugadores comienzan con el nivel 2 de la Tienda y pueden gastar sus gemas para mejorarlo en diferentes turnos en la partida. Si todas las cartas actuales en la Tienda han sido compradas o no son deseadas, los jugadores también pueden gastar sus gemas para actualizar la selección actual por completo. Una vez compradas, las cartas se pueden jugar en el campo de batalla, que como máximo puede contener seis personajes equipados con un elemento cada uno y cinco tácticas; las cartas se destruyen por una gema cada una para hacer espacio para las mejores cartas. La tienda nunca contendrá más de una copia de una carta a la vez, por lo que los jugadores deben comprar al menos una para que aparezcan copias adicionales. Esto es especialmente valioso con los personajes, ya que dos cartas de personaje idénticas se combinarán en una sola carta con valores dobles de todas las estadísticas y efectos de habilidad. Esto se puede repetir para hacer que los personajes sean cuatro o incluso ocho veces más poderosos que su estado inicial; esta es una de las principales formas de aumentar el poder general de uno sin dejar de estar restringido a solo seis cartas de personaje.
Durante la fase de Batalla, los jugadores no tienen control directo sobre sus personajes, quienes comenzando desde la izquierda toman sus acciones por turnos y seleccionan personajes opuestos para atacar al azar. Todavía se aplican ciertas restricciones y los jugadores pueden modificar el orden de sus cartas durante la fase de preparación con la esperanza de obtener un resultado más deseable. Durante la fase de batalla, los efectos de las cartas pueden aumentar o disminuir las estadísticas de otras cartas en el campo de batalla e incluso traer nuevas cartas al juego, pero ninguno de estos efectos es permanente, ya que después de que finaliza la fase de batalla, las cartas de cada jugador vuelven a su estado al final. de la última fase de preparación (mientras que los beneficios y otros efectos realizados durante la fase de preparación permanecen durante la duración del juego). Atacándose unos a otros, los personajes infligirán daño hasta que su poder (que también se duplica como su salud) llegue a cero, momento en el que serán eliminados. Después de que todos los personajes de un lado son derrotados, el lado ganador inflige daño al avatar perdedor igual a su nivel de tienda más el nivel total de estrellas de sus personajes supervivientes; si la salud del avatar del jugador llega a cero, también se elimina de la mesa. En un juego típico, se necesitan entre 8 y 11 rondas para eliminar a todos los jugadores menos uno, lo que hace que el juego total dure alrededor de 20 a 25 minutos. Los 3 mejores jugadores de 6 se consideran "victoriosos", aunque el segundo lugar obtiene solo la mitad de la calificación del primer lugar, el quinto lugar solo pierde la mitad de lo que perdió el sexto lugar y así sucesivamente.

## Modos de juego
El modo de juego principal es una partida típica entre seis jugadores emparejados al azar según su calificación, disponible tanto en formato casual como competitivo, este último afecta la clasificación de los jugadores dentro de la temporada actual. Otros modos multijugador disponibles solo durante ciertas horas del día son "Team-Up" en el que dos jugadores combinan sus mazos y el juego de seis jugadores se juega entre 3 parejas de 2 oponentes y "Arena", que requiere boletos de entrada y retadores el jugadores con la creación de mazos a partir de cartas sugeridas al azar. En el modo Solo, también están disponibles partidos de entrenamiento contra oponentes de IA y misiones basadas en historias cortas que otorgan tarjetas y paquetes de refuerzo. Otros modos especiales están disponibles por tiempo limitado como parte de eventos exclusivos.

## Diseño UX e investigación de usuarios
Desde el primer prototipo de Marvel Duel, el equipo de UX de Netease Thunderfire se ha involucrado en el proceso de desarrollo en términos de diseño de UX (como el efecto 3D de los héroes que saltan de las cartas cuando luchan) y proyectos de investigación de usuarios.

## Recepción
La guía del juego BlueStacks elogió la calidad y la mecánica del juego, a pesar de señalar la incapacidad de apuntar a un personaje opuesto específico para que sea "atroz". El autor del blog dedicado a TCG de Duel Links Forum le dio al juego una crítica positiva, destacando la calidad de los modelos de personajes y las animaciones, la estabilidad general del juego y la falta de errores importantes y el buen equilibrio, ya que ninguno de los superhéroes se sentía superior. a todos los demás, ni la tienda de efectivo garantizó un escenario de pago para ganar.